# 澤萊內哈伊 (伊萬尼夫卡市鎮)
46°36′59″N 34°40′21″E / 46.61639°N 34.67250°E
澤萊內哈伊（烏克蘭語：Зелений Гай）是位於烏克蘭南部的村莊，由赫爾松州海尼切斯克區的伊萬尼夫卡市鎮負責管轄。該村始建於1913年，面積0.08平方公里，海拔高度30米，2001年人口76，人口密度每平方公里987人。